# 비르지니 비아르

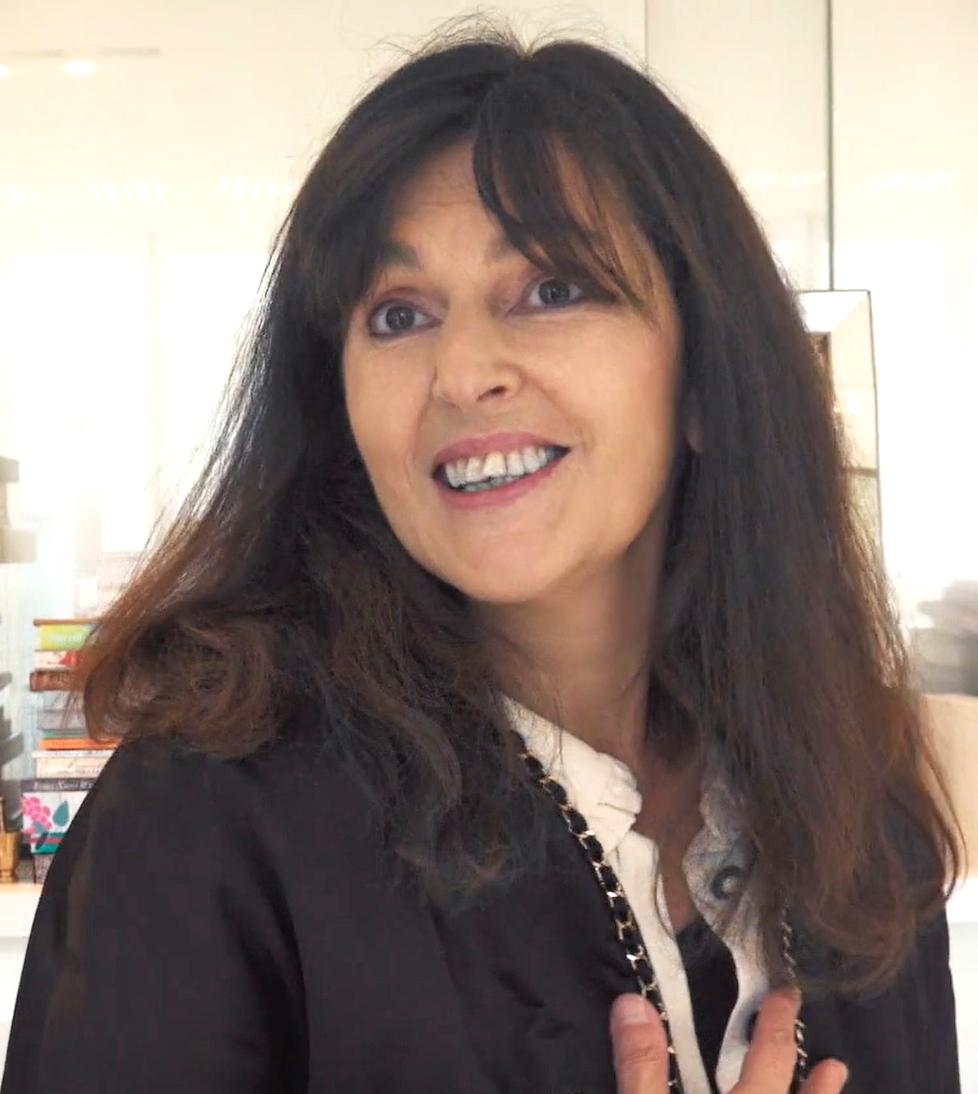
2020년의 비아르

비르지니 비아르(프랑스어: Virginie Viard, 1962년 ~ )는 2019년부터 샤넬 크리에이티브 디렉터를 맡고 있는 프랑스의 패션 디자이너이다.